# 1977-es jégkorong-világbajnokság
Az 1977-es jégkorong-világbajnokság a 44. világbajnokság volt, amelyet a Nemzetközi Jégkorongszövetség szervezett. A vb-ken a csapatok három szinten vettek részt. A világbajnokságok végeredményei alapján alakult ki az 1978-as jégkorong-világbajnokság csoportjainak mezőnye.

## A csoport
1–8. helyezettek
- Csehszlovákia – Világbajnok
- Svédország
- Szovjetunió
- Kanada
- Finnország
- Egyesült Államok
- NSZK
- Románia – Kiesett a B csoportba

## B csoport
9–17. helyezettek
- NDK – Feljutott az A csoportba
- Lengyelország
- Japán
- Norvégia
- Svájc
- Magyarország
- Jugoszlávia
- Hollandia – Kiesett a C csoportba
- Ausztria – Kiesett a C csoportba

Kanada 1969 után 1977-ben újra részt vett a világbajnokságon és az A csoportba sorolták be. Emiatt a B csoport 1977-ben 9 csapatos volt, valamint két csapat esett ki a C csoportba és csak egy jutott fel onnan, hogy 1978-ban ismét 8 csapatos legyen a B csoport.

## C csoport
18–24. helyezettek
- Olaszország – Feljutott a B csoportba
- Dánia
- Bulgária
- Franciaország
- Spanyolország
- Belgium
- Nagy-Britannia